# Estação Catalinas
A  Estação Catalinas é uma estação que faz parte da Linha E do Metropolitano de Buenos Aires.
Está localizada debaixo da avenida Leandro N. Alem, entre as ruas Paraguay e Marcelo T. de Alvear, no bairro de Retiro.